# Витректомија
Витректомија једна је од метода витреоретиналне хирургије која обухвата процедуре које се раде на унутрашњим структурама ока, у овом случају, стакластом телу. Спада у групу најсложенијих микрохируршких процедура које се обављају на оку, а примењује са код болесника код којих је лечење овом методом често једини избор када су у питању неке болести ока, као што су: аблација ретине, крварења у стакластом телу, дијабетесна ретинопатија, траума ока, и код неких болести тачке јасног вида.

## Историја
Техника хируршког одстрањивања витреуса, први пут је описана у раним 1970-им годинама од стране Махемера (Мацхемер). Примарно метода витректомије је била дизајнирана да уклони витреус који садржи крв и замени га водом код оболеелих од шећерне болести са хроничним витреалним крварењима.
Временом, метода витректомије је нашла широку примену у терапији изражених фиброзних пролиферације (пролиферативна дијабетесна ретинопатија) са последичним тракцијама које доводе до тракционих аблација ретине. Побољшање инструментације и усавршавање технике довело је до значајног напретка и ширења индикационог поља витреоретиналне хирургије, укључујући и терапију пацијената са перзистентним дијаметесним макуларним едемом.

## Анатомија стакластог тела
Стакласто тело или витреум (corpus vitreum) је желатинозна провидна структура, налик на пихтије, која испуњава средиште ока. Налази се иза очног сочива а испред мрежњаче (ретине). 
Лоптастог је облика и заузима две трећине запремине очне јабучице. Са предње стране има удубљење у коме се налази сочиво.
Изграђују га влакна сстроме (stroma vitreum) и очна течност (humor vitreum). Нема крвних судова, већ хранљиве супстанце доспевају из увеалног ткива путем дифузије и осмозе.
Иако је улога стакластог тела вишеструка, најважнија су њена оптичка својства у преламању светлости и одржавање „крутости” и константног облика очне јабучице.
Анатомски значај стакластог тела у медицини
Овај анатомски део ока има значај у медицини приликом витректомије (описане у тексту) и давања интравитреалне инјекције која се убризгава директно у стакласто тело, а услед лечења на пример дијабетесне ретинопатије. Оваквим давањем лека постиже се највећа могућа концентрација и тиме и максимално дејство лека. Инјекција је практично безболна због саме природе захвата, али вид пацијента може да буде замућен док се лек не слегне у стакластом телу на дно очне јабучице.

## Индикације
Витректомију треба применити код пацијената са:
- типом I шећерне болести и/или другигих болесника са перзистентним крварењем у корпус витреуму.[6]
- израженом тракциојом на ретину,
- одлубљивањем (аблације) мрежњаче које угрожава жуту мрљу,
- фиброваскуларном пролиферацијом.
- повреде ока.

Уколико је индикација била одлубљивање мрежњаче као последица постојања фиброваксуларних мембрана код пролиферативне дијабетесне ретинопатије, уклањањем тих мембрана и тампонадом силиконским уљем мрежњача се враћа на њено место и смањује могућност за њено поновно одлубљивање.
Код болесника са типом 2 шећерне болести и крварењем у корпус витреуму које је тешко и онемогућава фотокоагулацију, обавезно треба размотрити примену витректомије. Уколико је индикација за витректомију било крварење у стакластом телу, уклањањем стакластог тела и присутне крви поново се омогућава пролазак светлости кроз унутрашњост ока до мрежњаче.
У тежим облицима синдрома мушице у оку витректомија се може применити како би се поправио квалитет живота пацијента.

## Поступак
Метод се ради применом специјално конструисаног апарата који омогућава прецизну и минимално инвазивну хирургију. Мада је врло сложена интервенција, она се изводе се у амбулантним условима и у локалној анестезији, тако да је пацијент будан али не осећа бол, и омогућава брз опоравак и не захтева болниичко лечење. У неким случајевима операција се ради у општој анестезији. У зависности од анестезије која је примењена пацијент или остаје у болници ноћ након интервенције или одлази кући истог дана са затвореним оком.
Током витректомије у првом акту врши се одстрањивање стакластог тела, које се у другом акту замењује апликацијом силиконског уља, ваздуха или мешавине експанзивног гаса који омогућава налегање мрежњаче. Хирург доноси одлуку која ће материја бити најбоља у зависности од стања ока. А та одлука може бити:
- уклањање свих замућења у стакластом телу,
- уклањање ожиљног ткива из мрежњаче,
- уклањање свих облика катаракте,
- уклањање било којих страних тела која не би требало да буду у очима,
- враћање мрежњаче у одговарајући положај према задњем делу ока,
- примена ласера за поправку оштећења на мрежњачи или на другим местима,
- апликација ваздуха или гасног балон у оку како би се помогло мрежњаци да остане у свом правилном положају
- апликација балон од силиконског уља у око (уље се уклоња касније током друге операције)

Како је једна од најсложенијих микрохируршких операција у хирургији ока, витректомија захтева примену врло специфичног инструментаријума као и савремених високо технолошких апарата да би се успешно извела. Током операције често се користи и третман мрежњаче ласерским зраком.

## Прогноза
Опоравак се најчешће завршава током првог месеца али је често потребно и више месеци за рехабилитацију вида. Уколико се користи гас након операције вид је доста лош. Међутим, временом долази до ресорпције гаса и његове замене течношћу која се лучи у оку па се и вид поправља. Када се током операције користи гас пацијент добија инструкције како ће се понашати у постоперативном опоравку. Силиконско уље које се користити током операције је провидно и омогућава бољи вид постоперативно, али има и недостатак, јер се не може ресорбовати у оку већ се после неког времена мора хируршки одстранити из ока.
Као код сваке хируршке интервенције, тако и код витректомија могу се јавити компликације као што су: катаракта, аблација ретине, висок очни притисак, крварење у оку и инфекција.
Иако је витреоретинална врхунска микрохируршка интервенција која се обавља на најосетљивијем ткиву ока - мрежњачи на најсавременији начин, исход интервенције често не може са сигурношћу да се предвиди.